# دریاچه چیلوا
دریاچهٔ چیلوا که دریاچهٔ شیروا نیز نامیده می‌شود دریاچه‌ای در جنوب شرقی مالاوی در آفریقاست. این دریاچه در فرورفتگی‌ای در جنوب شرقی دریاچه مالاوی بین ارتفاعات شایر در غرب و مرز موزامبیک در شرق واقع شده و با گسترش به سمت شمال تا شمال شرقی، از کوهپایه‌های کوه‌های مولانجه تا دریاچه چیوتا و درهٔ لوگندا در موزامبیک را در بر می‌گیرد. دریاچهٔ چیلوا همچنین سیستم آبخیز حوضه بسته‌ای را برای کوه‌های مولانجه غربی، جلگهٔ چیلوا-فالومبه و کوه‌های چیکالا و زومبا شکل می‌دهد.
دریاچهٔ چیلوا در زمان پیدایش خود کل گودالی که در آن واقع شده بود را در بر می‌گرفت، اما در طول زمان از حجم آن کاسته شده‌است به‌طوری‌که ژرفای آن در زمان رسیدن مکتشف و میسیونر انگلیسی دیوید لیوینگستون در آوریل ۱۸۵۹ به آن در حدود ۹ متر بیشتر از ژرفای امروزی آن بود. حداکثر عمق کنونی دریاچه ۳ متر است و مساحتی پیرامون ۲٬۶۰۰ کیلومتر مربع را در برمی‌گیرد که نیمی از آن حالت باتلاق‌گونه داشته و با پوشش گیاهی ساوانا ترکیب شده‌است. نوسان فصلی سطح آب دریاچه بین ۰٬۶ تا ۱ متر است و به دلیل وجود سواحل باتلاقی، مرتباً بر شوری آب آن افزوده می‌شود.
حاشیه‌های دریاچهٔ چیلوا در فصول خشک به کاشت برنج اختصاص می‌یابد و ماهی‌گیری تجاری نیز در این منطقه دارای اهمیت است. آزانس بین‌المللی توسعه دانمارک در اواخر دههٔ ۱۹۹۰ با اعطای مبالغی به حمایت از محیط تالاب، بهبود تولید برنج و دیگر محصولات و همچنین حفاظت از زیستگاه گیاهان و حیات وحش منطقهٔ دریاچه پرداخت.